# Altenklitsche
Altenklitsche ist ein Ortsteil der Einheitsgemeinde Stadt Jerichow im Landkreis Jerichower Land in Sachsen-Anhalt.

## Geografie
Das Dorf mit ca. 140 Einwohnern ist landwirtschaftlich geprägt und liegt inmitten von Feldfluren, Wiesen und Wäldern zwischen Genthin und Rathenow.

## Geschichte
Die früheste Besiedlung lässt sich bis in die Bronzezeit zurückverfolgen. Zeitabschnitt für die Besiedlung war das Vordringen der Wenden, eines slawischen Stamms, der im Elbe-Havel-Winkel etwa in der Zeit von 500–1100 vor Christus sesshaft war. In dieser Zeit folgten zahlreiche Ortsgründungen. Altenklitsche und Neuenklitsche sind ihrem Ursprung nach als wendische Gassendörfer mit einem Ausgang anzusehen. Später entwickelten sie sich zu Straßensiedlungen.
Der Name Klitsche leitet sich vom slawischen Klita ab, was schlechtes Haus, Hütte oder Lehmhütte bedeutet. Im Jahr 1268 wurde ein Ort erstmals urkundlich als Clitzke erwähnt.
In der Gemarkung des Ortes sind bisher acht archäologische Fundplätze bekannt, die gemäß dem Denkmalschutzgesetz von Sachsen-Anhalt geschützt sind.
Die altgermanische Wohnstätte im Wald zwischen Altenklitsche und Wulkow (archäologische Fundstätten mit über 100 Grabhügeln) lässt sich in die Zeit um 1500 vor Christus datieren.
Am 30. September 1928 wurde der Gutsbezirk Altenklitsche (mit Altbellin) mit der Landgemeinde Altenklitsche vereinigt.
Am 20. Juli 1950 wurden die bis dahin eigenständigen Gemeinden Altenklitsche und Neuenklitsche zur neuen Gemeinde Klitsche zusammengeschlossen. Nach der Auflösung der Gemeinde Klitsche am 1. Januar 2010 wurde Altenklitsche ein Ortsteil Jerichows.

## Bauwerke

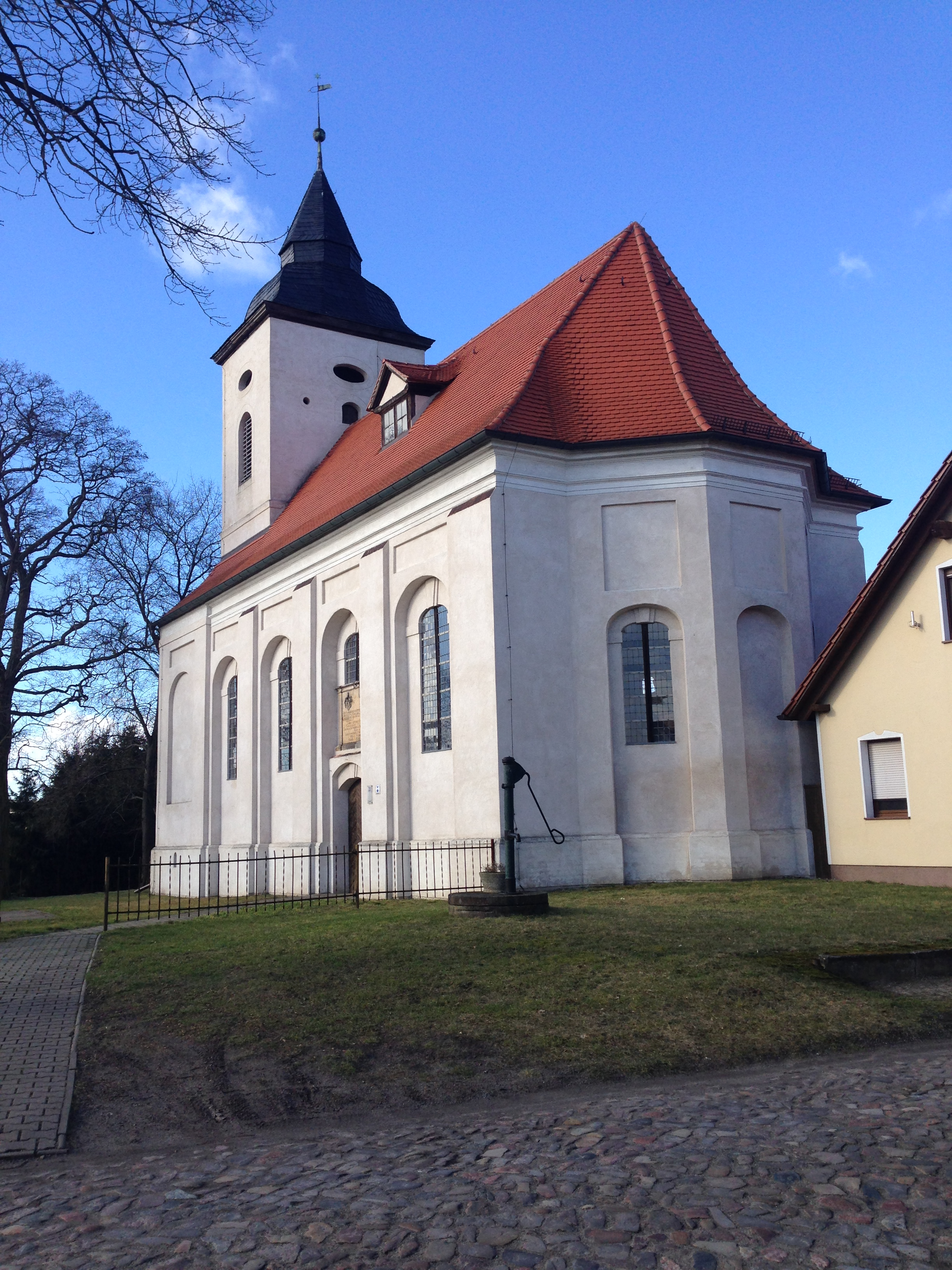
Dorfkirche

Die im Auftrag von Landrat Baltzer Friedrich von Katte in den Jahren 1712 bis 1715 anstelle einer Holzkirche als Backsteinputzbau in Barockform errichtete Dorfkirche Altenklitsche.

## Regelmäßige Veranstaltungen
Zum Tag der Deutschen Einheit und zu Ostern werden am Schützenberg gemeinsam mit Neuenklitsche Dorffeste gefeiert.